# Historia cultural
La historia cultural es una división temática de la historiografía, que designa al estudio de la cultura en diferentes sociedades históricas. En la actualidad, forma parte sustantiva de la agenda historiográfica, ocupando un papel similar al que detentaron en su momento las historias político-institucional y económico-social. 
A lo largo del siglo XX se aludió con la denominación de historia cultural al menos a dos enfoques diferentes. El primero la concibe como una extensión de la historia de las ideas donde, partiendo de una definición restringida de la cultura, los historiadores se abocan al estudio de las tradiciones y las ideas filosóficas, artísticas y literarias. Un segundo enfoque pone el foco de la investigación en las prácticas culturales de los sujetos históricos para significar activamente su mundo, en relación con el resto de las esferas de lo social. Este último suele catalogarse como una nueva historia cultural, bajo la cual es posible adscribir los trabajos de historiadores como Robert Darnton, Peter Burke, Carlo Ginzburg, Michel de Certeau, Roger Chartier, Natalie Zemon Davis, Mona Ozouf, Lynn Hunt y Alain Corbin.

## Historia
Tal y como fue concebida y practicada por Burckhardt en su La cultura del Renacimiento en Italia, la historia cultural se orientaba al estudio de un período histórico concreto en su totalidad, con respecto no sólo a la pintura, escultura y arquitectura, sino a la base económica que sustentaba la sociedad, y a las instituciones sociales de su vida cotidiana. Los ecos del enfoque de Burkhardt en el siglo XX pueden verse en la obra de Johan Huizinga El ocaso de la Edad Media (1919), así como en algunos de los estudios de la Escuela de Annales en torno a la histoire des mentalités.
Entre 1950 y 1970, la mayoría de las ciencias sociales abrazaron al estructuralismo como su principal paradigma filosófico-intelectual, orientando sus investigaciones a partir de la tesis del predominio de las estructuras por sobre los individuos y sus prácticas. Pero como parte de los cambios intelectuales desencadenados en Occidente tras los movimientos sociales de 1968, varios investigadores reconsideraron y cuestionaron los planteamientos holistas, lo que derivó en nuevas perspectivas como la antropología simbólica, el posestructuralismo, el individualismo metodológico, la hermenéutica y los estudios culturales. 
En el caso de la historiografía, historiadores a ambos lados del Océano Atlántico combinaron los métodos de la antropología y la historia para investigar el modo en que los sujetos históricos significaban el mundo y actuaban sobre él. Si hay estructuras, éstas se construyen y materializan en el plano de lo subjetivo, por lo que las relaciones de poder que las atraviesan dejan de ser derivaciones lógicas de otros elementos, como era la clase en el materialismo histórico. De este modo, las prácticas y las representaciones culturales pasaron a ocupar el centro de la investigación. Se cambiaron las escalas y se acudió a nuevas fuentes para acceder al mundo de los sectores populares, mediante nuevos enfoques como la microhistoria y la antropología histórica.
Entre las corrientes que contribuyeron al desarrollo de este campo, cabe destacar a la nueva historia cultural estadounidense, la microhistoria, la historiografía marxista, la nouvelle histoire  y la historia político-intelectual. 

## Descripción
En las obras de la nueva historia cultural, lo más frecuente es centrarse en fenómenos experimentados por los sectores populares de una sociedad, como carnavales, festivales, y rituales públicos; representaciones de tradiciones mediante cuentos, épicas, y otras formas verbales; evoluciones culturales en las relaciones humanas (ideas, ciencias, artes, técnicas); y expresiones culturales de movimientos sociales como el nacionalismo. Se examina la realidad social desde categorías analíticas como actitud, práctica, representación, poder, ideología, clase, identidad cultural, racialidad, sociabilidad, etc. Muchos estudios consideran las adaptaciones de la cultura tradicional a los medios de comunicación de masas, abarcando desde la impresión hasta el cine y, reciente, al internet (cultura del capitalismo). 
A menudo los historiadores culturales se sirven de los métodos de la historia del arte, la teoría de la comunicación, la lingüística, la antropología y la sociología. Entre los elementos y aspectos de validación teóricos comunes para la historia cultural reciente se encuentran: la formulación de Jürgen Habermas de la esfera pública en La transformación estructural de la esfera pública burguesa; la noción de Clifford Geertz de descripción densa (expuesta, por ejemplo, en La interpretación de las culturas); y la idea de memoria como categoría histórico-cultural, tal como se discute en Cómo recuerdan las sociedades de Paul Connerton.
En muchos casos, la historia cultural redefine campos de estudio ya establecidos: se pasa de la historia del libro a la historia de la lectura; de la historia de las mentalidades a la historia de las representaciones; de la historia de la clase obrera a la historia de la cultura popular. Los grupos sociales dejan de darse por sentados en la investigación, y nuevos estudios se enfocan en las dinámicas de construcción de identidades colectivas. Roger Chartier resume este "giro crítico" como un pasaje de la historia social a la "historia cultural de lo social".

### Historiografía y Revolución Francesa
El ámbito en el que la historia cultural de nuevo cuño se señala a menudo como casi un paradigma es el de la historia 'revisionista' de la Revolución Francesa, fechada en algún punto desde el influyente ensayo de 1978 de François Furet Interpretar la Revolución Francesa. La "interpretación revisionista" se caracteriza a menudo por sustituir la interpretación social marxista, que sitúa las causas de la Revolución en la dinámica de clases. El enfoque revisionista ha tendido a poner más énfasis en la 'cultura política'. Leyendo las ideas de la cultura política a través de la concepción de la esfera pública de Habermas, los historiadores de la Revolución de las últimas décadas han examinado el papel y la posición de temas culturales como el género, el ritual y la ideología en el contexto de la cultura política francesa prerrevolucionaria.
Los historiadores que podrían agruparse bajo este paraguas son Roger Chartier, Robert Darnton, Patrice Higonnet, Lynn Hunt, Keith Baker, Joan Landes, Mona Ozouf y Sarah Maza. Por supuesto, todos estos estudiosos persiguen intereses bastante diversos, y quizás se ha hecho demasiado hincapié en el carácter paradigmático de la nueva historia de la Revolución Francesa. Colin Jones, por ejemplo, no es ajeno a la historia cultural, a Habermas o al marxismo, y ha defendido insistentemente que la interpretación marxista no está muerta, sino que puede revivir; al fin y al cabo, la lógica de Habermas era muy deudora de una comprensión marxista. Mientras tanto, Rebecca Spang también ha argumentado recientemente que, a pesar de su énfasis en la diferencia y la novedad, el enfoque "revisionista" mantiene la idea de la Revolución Francesa como un punto de inflexión en la historia de la (llamada) modernidad y que la problemática noción de "modernidad" ha atraído en sí misma escasa atención.

## Actualidad en Francia y en otros lugares

### En Francia y Estados Unidos
Esta historia cultural participa plenamente en los intercambios internacionales. Como tal, comparte algunas de las cuestiones que suelen clasificarse bajo el epígrafe de Nueva historia cultural (Lynn Hunt, Peter Burke, Robert Darnton). Algunos historiadores franceses, como Roger Chartier, contribuyeron a la formulación de esta corriente transnacional y a su difusión en Francia. Sin embargo, la historia cultural sigue considerándose en gran medida una modalidad de la historia social. Así, los historiadores franceses que se reivindican como historiadores de la cultura, como Pascal Ory o Roger Chartier, se mantienen más bien reticentes ante las corrientes marcadas por el giro lingüístico y las teorías del posmodernismo de las universidades norteamericanas.
Hoy en día, gracias a los avances de la tecnología digital, la historia cultural es cada vez más internacional (véase más arriba). Así, varios sitios web permiten a los historiadores descubrir el campo de esta disciplina y contribuir a estos avances. Citemos, por ejemplo, la sede del Centre international d'étude du XVIIIe siècle (C18), fundado en 1997, o la sede del [https://journals.openedition.org/belphegor/ Belphégor, que permite el diálogo entre investigadores internacionales desde 1994.
Por último, el sitio web de la Asociación para el Desarrollo de la Historia Cultural permite a los historiadores y a los curiosos estar al corriente de las nuevas publicaciones, investigaciones y coloquios relativos a la historia cultural. Ofrece una bibliografía actualizada.
La historia cultural, debido a su internacionalización, se renueva. Así, el concepto de "Nueva Historia Cultural" nació en los años 80 en Estados Unidos. Con autores como Lynn Hunt, que quiere ir más allá de las carencias de la historia cultural clásica (teniendo en cuenta la cultura popular, etc.). La Nueva Historia Cultural insiste en las diferencias de la historia cultural con la historia intelectual o la historia social: se centra en las mentalidades, en los sentimientos más que en las ideas, los sistemas de pensamiento y las formas de funcionamiento de los grupos sociales.
Como señala Peter Burke, la (Nueva) historia cultural tiene ya más de 20 años. Ha sufrido críticas y puede haber perdido su brillo. Sin embargo, ha evolucionado y aborda nuevos temas: los calendarios, la violencia, la sexualidad, las emociones, la historia de la memoria, la clase y el género, la identidad individual, etc..
La historia cultural nunca deja de evolucionar, porque la cultura en sí misma no es fija. Aunque pierda su brillo, aunque ya no esté tan de moda, la historia cultural sigue siendo un campo a explotar, pues "no se puede concebir al hombre y su comportamiento sin los objetos que utiliza y que determinan su lugar en la jerarquía social, su papel y su identidad".

#### En Bélgica
En lo que respecta a Bélgica, la historia cultural, a diferencia de otros campos historiográficos (historia económica, etc.), no se ha consolidado como disciplina propia. Por lo tanto, no está muy institucionalizado: En las universidades francófonas, no se le reserva ninguna cátedra, mientras que en las neerlandófonas, sólo un centro de investigación de la Facultad de Letras de la KU Leuven bajo la supervisión de Jo Tollebeek, tiene un programa de investigación que explora varios campos relacionados con dicha historia (Geschiedenis van de culturele infrastructuur, geschiedenis van de cultuur en de maatschappijkritiek, geschiedenis van de historiografie en de historische cultuur).
Sin embargo, durante el curso académico 2001-2002 se celebra un seminario relacionado con la historia cultural, organizado por la escuela de doctorado "Historia, Cultura y Sociedad" de la Université Libre de Bruxelles. Los objetos de los debates son los cuatro macizos retenidos por Jean-Pierre Rioux en su obra Pour une histoire culturelle: historia de las políticas e instituciones culturales; historia de los transmisores de la cultura; de las prácticas culturales; de las sensibilidades y modos de expresión. Durante las presentaciones, se destacó la presencia en Bélgica de una visión menos francesa y más compleja de estos cuatro macizos, así como la influencia de los Estudios Culturales, de la noción de género, o del postmodernismo. El seminario puso de manifiesto una cierta ambición de los historiadores que desean hacer una historia del conjunto y no sólo de un sector de la sociedad. El resultado es una visión amplia de la cultura, entendida como "el conjunto de sistemas simbólicos transmisibles en y por una comunidad".
Aunque la historia cultural no se estudia mucho por sí misma, las cuestiones relacionadas con ella son perceptibles, especialmente en el estudio de la Segunda Guerra Mundial. En efecto, si bien las primeras obras relativas a este conflicto se limitaban a la historia militar del mismo, o al elogio de los combatientes de la Resistencia, el campo de estudio se fue ampliando progresivamente. Así, un simposio organizado en Bruselas en 1990, titulado "Bélgica 1940. Una sociedad en crisis, un país en guerra", demuestra la existencia de una historia de la guerra que acaba interesándose por campos muy variados, que van desde la ideología hasta la economía, pasando por un enfoque más social de los miembros de la resistencia. En 1995, un coloquio organizado por el Centre d'études guerre et société|CEGESOMA], titulado "Société, culture et mentalités" (Sociedad, cultura y mentalidades), fue aún más amplio; como su nombre indica, la dimensión cultural estuvo muy presente. Cada vez más, la Segunda Guerra Mundial se aborda como un objeto de estudio polifacético; la historia cultural, en particular, puede encontrar su lugar en ella. Los ángulos de enfoque y los temas de investigación son extremadamente ricos, como ilustra el Dictionnaire de la Seconde Guerre mondiale en Belgique, de Paul Aron y José Gotovitch, que pretende no sólo sintetizar los trabajos actuales, sino también proponer nuevos temas abiertos para la historia cultural.
Además, en la Universidad de Lovaina, se están llevando a cabo importantes investigaciones en la historia cultural de la Primera Guerra Mundial bajo el impulso de Laurence van Ypersele, que ha estudiado las representaciones de Alberto I, El Rey Caballero. Se refieren en particular a las culturas de la ocupación, la propaganda, el imaginario de la guerra, pero también a la memoria del primer conflicto mundial en Bélgica.

#### En Suiza
En lo que respecta a Suiza, la historia cultural se ha hecho un hueco importante en la investigación histórica. El país es objeto de una cierta institucionalización de la historia cultural, aunque no hay ninguna revista o sociedad de historia cultural dedicada expresamente a él. La "nueva" historia cultural (así llamada en comparación con la llamada historia cultural "tradicional" de la época de Jacob Burckhardt) presente en Suiza es una continuación de la historia de las mentalidades que se construyó en las décadas de 1960 y 1970. No existe una definición fija de la historia cultural suiza, dadas las diferentes nociones de cultura que coexisten allí, heredadas de visiones distintas (ya sean anglosajonas, alemanas o francesas).
La influencia de la historia cultural francesa y de la historia cultural anglosajona se deja sentir sobre todo en los distintos estudios de historia cultural. Se puede observar una evolución distinta de esta última, según se esté en la Suiza francófona o en la alemana. Así, en la primera se desarrolló una historia cultural percibida como historia de la literatura y de los intelectuales, que luego se fusionó con la historia social en la década de 1980. La segunda, en cambio, se desarrolló rápidamente y en conjunto con la historia social.
A diferencia de Alemania, la parte germana de Suiza se apresuró a adoptar conceptos de la antropología cultural anglosajona o de la historia del discurso y la etnología francesas. Además, la práctica de la historia cultural en la Suiza alemana está más influenciada por los filósofos, sociólogos e historiadores franceses que por su vecino alemán. Por el contrario, la influencia de las obras alemanas en suelo suizo es relativamente débil.

## Teorías sobre la Cultura
- Difusión cultural
- Estudios culturales
- Evolución cultural
- Geografía cultural
- Materialismo cultural
- Relativismo cultural
- Revolución cultural